# Babí lom (Kyjovská pahorkatina)
Babí lom (místními nazývaný Strážovský kopec nebo Stražovják) je nejvyšším vrcholem Kyjovské pahorkatiny nad obcí Strážovice v okrese Hodonín, vysoký 417 m n. m. V mírně zvlněné krajině je dobře viditelný z velké vzdálenosti. Je zde umístěn vysílač Českých Radiokomunikací. Z větší části zalesněný vrchol je přístupný po asfaltové silnici z obce Strážovice nebo zeleně značenou turistickou cestou ze stejné obce či ze Sobůlek. Dobrý výhled je především jižním směrem. V posledních letech byla plánována výstavba velké rozhledny na vrcholu, ale ta se zatím neuskutečnila.

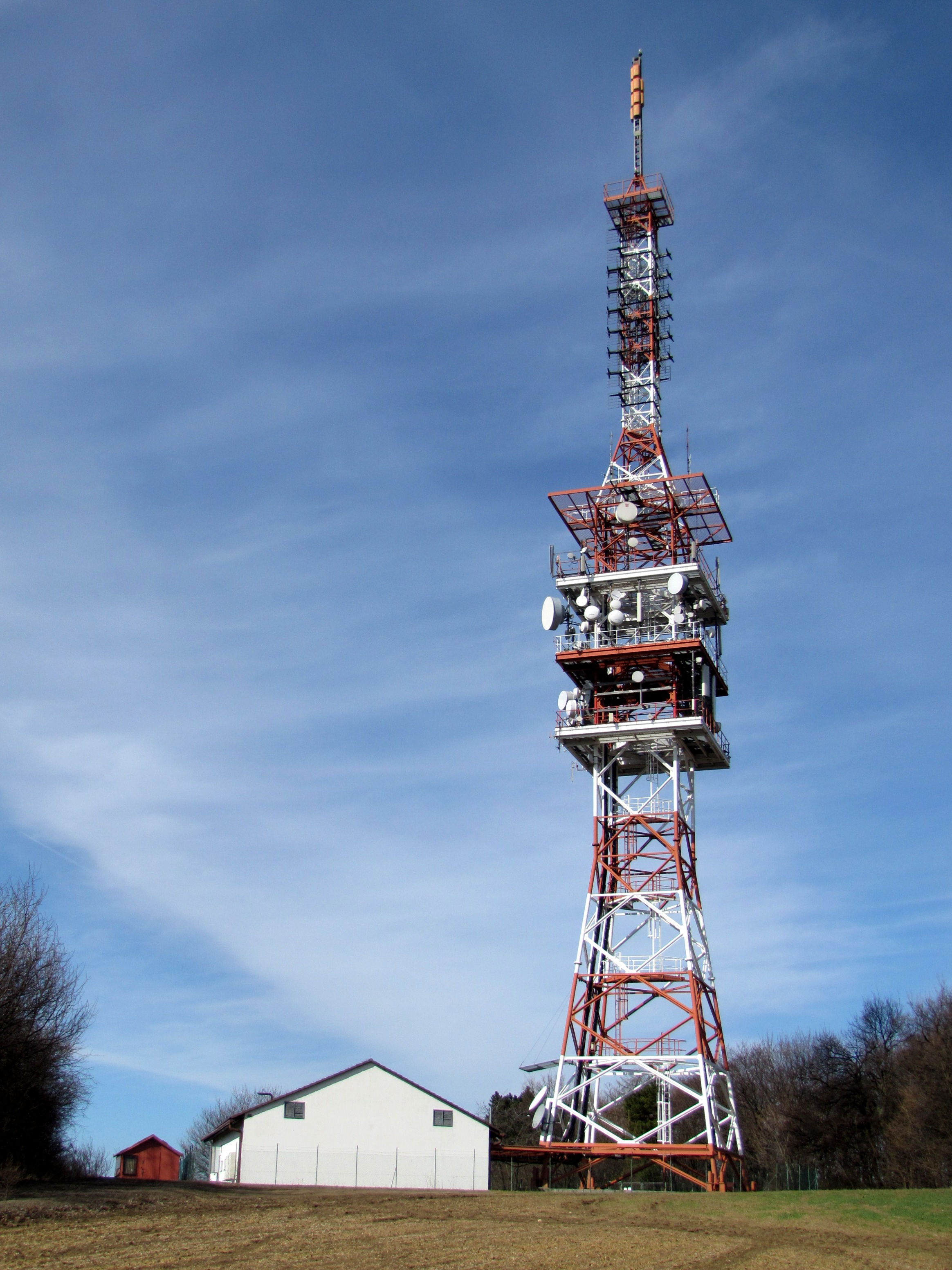
Vysílač na vrcholu

Na severozápadním úbočí vrchu se dochovaly povrchové stopy po historické těžbě železné rudy v podobě prohlubní po povrchové těžbě, propadlin, hald a ústí štol. Těžily se zde konkrece limonitu a pelosideritu o velikosti až jeden metr krychlový. Vytěžená ruda se odvážela ke zpracování do Bojkovic a později snad i do Strážovic.
Podle ústní tradice bývaly na kopci zapalovány strážné ohně, které varovaly místní obyvatelstvo při blížícím se nebezpečí, jako např. vpádem nepřátelských vojsk. Odtud patrně mohl vzniknout název kopce a osady. Nové pojmenování Babí lom dalo název i zdejšímu mikroregionu.